# Shaula Island
Shaula Island ist eine Insel, die etwa 1,5 km östlich von Achernar Island in der Inselgruppe Øygarden vor der Küste des ostantarktischen Kemplands liegt.
Norwegische Kartografen erfassten sie anhand von Luftaufnahmen, die bei der Lars-Christensen-Expedition 1936/37 entstanden. Die erste Anlandung unternahm 1954 die Mannschaft um den australischen Geodäten Robert George Dovers (1921–1981) im Rahmen der Australian National Antarctic Research Expeditions. Deren Mitglieder benannten die Insel nach dem Stern Shaula, der in der Umgebung als Fixpunkt für Vermessungsarbeiten diente.